# Observatorul Tartu
Observatorul Tartu (în estonă  Tartu Observatoorium) este cel mai mare observator astronomic din Estonia. Acesta este situat pe dealul Tõravere, la aproximativ 20 km sud-vest de Tartu în comuna Nõo, județul Tartu. Vechiul observator Tartu situat în centrul orașului Tartu, este cunoscut pe plan internațional pentru legătura sa cu Friedrich Georg Wilhelm von Struve și cu arcul geodezic Struve, în cadrul căruia este primul punct de referință.

## Istoria
Observatorul Tartu a fost înființat la Universitatea Imperială din Dorpat și a fost redeschis în 1802. Clădirea observatorului a fost finalizat în 1810 pe dealul Toome din Dorpat. Instrumentele au fost instalate în 1814 de către von Struve, care a început ulterior observațiile. În 1824, o lunetă de 9" a fost construită de Joseph von Fraunhofer, fiind cel mai mare telescop acromatic din lume la momentul respectiv. Când von Struve a început asamblarea lui arcului geodezic în 1816, acest observator a devenit primul lui punct.
În 1946 observatorul Tartu a fost separat de universitate și pus sub autoritatea Academiei Estoniene de Științe. Autoritățile au început să caute o nouă bază observațională în 1950. Un petic de pământ pe dealul Tõravere a fost repartizat în acest scop și în 1958 a început construcția. În 1963, noua clădire a observatorului a fost finalizată, o parte din astronomii de la observatorul vechi mutați, iar telescopul de 50 cm, și-a primit prima lumină. În 1964 a avut loc o conferință internațională și observatorul din Tartu a fost redenumit Observatorul von Struve. În 1974 telescopul de 1,5 metri a devenit operațional. Numele observatorului a fost schimbat din nou în Observatorul Tartu în 1995. În 1998, a fost instalat un telescop de 0,6 metri, ultima actualizare majoră a instrumentului până astăzi. Vechea clădire a observatorului este folosită acum, în principal, ca muzeu și este parte dintr-un centru public de educație științifică
Mai mulți oameni de știință importanți au fost asociați cu observatorul din Tartu: von Struve, Johann Heinrich von Mädler, Thomas Clausen, Ernst Julius Öpik, Grigori Kuzmin, Jaan Einasto.

## Echipament
Observatorul are două telescoape principale. Un telescop de tip Cassegrain de 1,5 metri care este cel mai mare telescop optic din Europa de Nord și care este utilizat pentru observații spectroscopice. Al doilea telescop, de 0,6 metri, este utilizat pentru observații fotometrice.